# Lamprosema cervinicosta
Lamprosema cervinicosta là một loài bướm đêm trong họ Crambidae.